# Bilan saison par saison des Kings de Los Angeles
Les Kings de Los Angeles sont une franchise de la Ligue nationale de hockey depuis la saison 1967-1968. Depuis sa création, l'équipe a remporté la Coupe Stanley en 2012 en plus d'être d'avoir atteint la finale en 1993.

## Résultats
| Saison            | PJ             | V              | D              | N              | DP             | DTB            | BP             | BC             | Pts            | Classement            | Séries éliminatoires                                                          | Entraîneur                              |                |
| ----------------- | -------------- | -------------- | -------------- | -------------- | -------------- | -------------- | -------------- | -------------- | -------------- | --------------------- | ----------------------------------------------------------------------------- | --------------------------------------- | -------------- |
| 1967-1968         | 74             | 31             | 33             | 10             | —              | —              | 200            | 224            | 72             | 2e division Ouest     | 4-3 North Stars                                                               | Red Kelly                               |                |
| 1968-1969         | 76             | 24             | 42             | 10             | —              | —              | 185            | 260            | 58             | 4e division Ouest     | 4-3 Seals 4-0 Blues                                                           | Red Kelly                               |                |
| 1969-1970         | 76             | 14             | 52             | 10             | —              | —              | 168            | 290            | 38             | 6e division Ouest     | Non qualifiés                                                                 | Hal Laycoe Johnny Wilson                |                |
| 1970-1971         | 78             | 25             | 40             | 13             | —              | —              | 239            | 303            | 63             | 5e division Ouest     | Non qualifiés                                                                 | Larry Regan                             |                |
| 1971-1972         | 78             | 20             | 49             | 9              | —              | —              | 206            | 305            | 49             | 7e division Ouest     | Non qualifiés                                                                 | Larry Regan Fredrick Glover             |                |
| 1972-1973         | 78             | 31             | 36             | 11             | —              | —              | 232            | 245            | 73             | 6e division Ouest     | Non qualifiés                                                                 | Bob Pulford                             |                |
| 1973-1974         | 78             | 33             | 33             | 12             | —              | —              | 233            | 231            | 78             | 3e division Ouest     | 4-1 Black Hawks                                                               | Bob Pulford                             |                |
| 1974-1975         | 80             | 42             | 17             | 21             | —              | —              | 269            | 185            | 105            | 2e division Norris    | 2-1 Maple Leafs                                                               | Bob Pulford                             |                |
| 1975-1976         | 80             | 38             | 33             | 9              | —              | —              | 263            | 265            | 85             | 2e division Norris    | 2-0 Flames 4-3 Bruins                                                         | Bob Pulford                             |                |
| 1976-1977         | 80             | 34             | 31             | 15             | —              | —              | 271            | 241            | 83             | 2e division Norris    | 2-1 Flames 4-2 Bruins                                                         | Bob Pulford                             |                |
| 1977-1978         | 80             | 31             | 34             | 15             | —              | —              | 243            | 245            | 77             | 3e division Norris    | 2-0 Maple Leafs                                                               | Ron Stewart                             |                |
| 1978-1979         | 80             | 34             | 34             | 12             | —              | —              | 292            | 286            | 80             | 3e division Norris    | 2-0 Rangers                                                                   | Bob Berry                               |                |
| 1979-1980         | 80             | 30             | 36             | 14             | —              | —              | 290            | 313            | 74             | 2e division Norris    | 3-1 Islanders                                                                 | Bob Berry                               |                |
| 1980-1981         | 80             | 43             | 24             | 13             | —              | —              | 337            | 290            | 99             | 2e division Norris    | 3-1 Rangers                                                                   | Bob Berry                               |                |
| 1981-1982         | 80             | 24             | 41             | 15             | —              | —              | 314            | 369            | 63             | 4e division Smythe    | 3-2 Oilers 4-1 Canucks                                                        | Parker MacDonald Don Perry              |                |
| 1982-1983         | 80             | 27             | 41             | 12             | —              | —              | 308            | 365            | 66             | 5e division Smythe    | Non qualifiés                                                                 | Don Perry                               |                |
| 1983-1984         | 80             | 23             | 44             | 13             | —              | —              | 309            | 376            | 59             | 5e division Smythe    | Non qualifiés                                                                 | Don Perry Rogatien Vachon Roger Neilson |                |
| 1984-1985         | 80             | 34             | 32             | 14             | —              | —              | 339            | 326            | 82             | 4e division Smythe    | 3-0 Oilers                                                                    | Pat Quinn                               |                |
| 1985-1986         | 80             | 23             | 49             | 8              | —              | —              | 284            | 389            | 54             | 5e division Smythe    | Non qualifiés                                                                 | Pat Quinn                               |                |
| 1986-1987         | 80             | 31             | 41             | 8              | —              | —              | 318            | 341            | 70             | 4e division Smythe    | 4-1 Oilers                                                                    | Pat Quinn Rogatien Vachon Mike Murphy   |                |
| 1987-1988         | 80             | 30             | 42             | 8              | —              | —              | 318            | 359            | 68             | 4e division Smythe    | 4-1 Flames                                                                    | Mike Murphy Robbie Ftorek               |                |
| 1988-1989         | 80             | 42             | 31             | 7              | —              | —              | 376            | 335            | 91             | 2e division Smythe    | 4-3 Oilers 4-0 Flames                                                         | Robbie Ftorek                           |                |
| 1989-1990         | 80             | 34             | 39             | 7              | —              | —              | 338            | 337            | 75             | 4e division Smythe    | 4-2 Flames 4-0 Oilers                                                         | Tom Webster                             |                |
| 1990-1991         | 80             | 46             | 24             | 10             | —              | —              | 340            | 254            | 102            | 1er division Smythe   | 4-2 Canucks 4-2 Oilers                                                        | Tom Webster                             |                |
| 1991-1992         | 80             | 35             | 31             | 14             | —              | —              | 287            | 296            | 84             | 2e division Smythe    | 4-2 Oilers                                                                    | Tom Webster                             |                |
| 1992-1993         | 84             | 39             | 35             | 10             | —              | —              | 338            | 340            | 88             | 3e division Smythe    | 4-2 Flames 4-2 Canucks 4-3 Maple Leafs 4-1 Canadiens                          | Barry Melrose                           |                |
| 1993-1994         | 84             | 27             | 45             | 12             | —              | —              | 294            | 322            | 66             | 5e division Pacifique | Non qualifiés                                                                 | Barry Melrose                           |                |
| 1994-1995         | 48             | 16             | 23             | 9              | —              | —              | 142            | 174            | 41             | 4e division Pacifique | Non qualifiés                                                                 | Barry Melrose Rogatien Vachon           |                |
| 1995-1996         | 82             | 24             | 40             | 18             | —              | —              | 256            | 302            | 66             | 6e division Pacifique | Non qualifiés                                                                 | Larry Robinson                          |                |
| 1996-1997         | 82             | 28             | 43             | 11             | —              | —              | 214            | 268            | 67             | 6e division Pacifique | Non qualifiés                                                                 | Larry Robinson                          |                |
| 1997-1998         | 82             | 38             | 33             | 11             | —              | —              | 227            | 225            | 87             | 2e division Pacifique | 4-0 Blues                                                                     | Larry Robinson                          |                |
| 1998-1999         | 82             | 32             | 45             | 5              | —              | —              | 189            | 222            | 69             | 5e division Pacifique | Non qualifiés                                                                 | Larry Robinson                          |                |
| 1999-2000         | 82             | 39             | 27             | 12             | 4              | —              | 245            | 228            | 94             | 2e division Pacifique | 4-0 Red Wings                                                                 | Andy Murray                             |                |
| 2000-2001         | 82             | 38             | 28             | 13             | 3              | —              | 252            | 228            | 92             | 3e division Pacifique | 4-2 Red Wings 4-3 Avalanche                                                   | Andy Murray                             |                |
| 2001-2002         | 82             | 40             | 27             | 11             | 4              | —              | 214            | 190            | 95             | 3e division Pacifique | 4-3 Avalanche                                                                 | Andy Murray                             |                |
| 2002-2003         | 82             | 33             | 37             | 6              | 6              | —              | 203            | 221            | 78             | 3e division Pacifique | Non qualifiés                                                                 | Andy Murray                             |                |
| 2003-2004         | 82             | 28             | 29             | 16             | 9              | —              | 205            | 217            | 81             | 3e division Pacifique | Non qualifiés                                                                 | Andy Murray                             |                |
| 2004-2005         | Saison annulée | Saison annulée | Saison annulée | Saison annulée | Saison annulée | Saison annulée | Saison annulée | Saison annulée | Saison annulée | Saison annulée        | Saison annulée                                                                | Saison annulée                          | Saison annulée |
| 2005-2006         | 82             | 42             | 35             | —              | 4              | 1              | 249            | 270            | 89             | 4e division Pacifique | Non qualifiés                                                                 | Andy Murray John Torchetti              |                |
| 2006-2007         | 82             | 27             | 41             | —              | 8              | 6              | 227            | 283            | 68             | 4e division Pacifique | Non qualifiés                                                                 | Marc Crawford                           |                |
| 2007-2008         | 82             | 32             | 43             | —              | 4              | 3              | 231            | 266            | 71             | 5e division Pacifique | Non qualifiés                                                                 | Marc Crawford                           |                |
| 2008-2009         | 82             | 34             | 37             | —              | 3              | 8              | 207            | 234            | 79             | 4e division Pacifique | Non qualifiés                                                                 | Terry Murray                            |                |
| 2009-2010         | 82             | 46             | 27             | —              | 1              | 8              | 241            | 219            | 101            | 3e division Pacifique | 2-4 Canucks                                                                   | Terry Murray                            |                |
| 2010-2011         | 82             | 46             | 30             | —              | 4              | 2              | 219            | 198            | 98             | 4e division Pacifique | 2-4 Sharks                                                                    | Terry Murray                            |                |
| 2011-2012 Détails | 82             | 40             | 27             | —              | 6              | 9              | 194            | 179            | 95             | 3e division Pacifique | 4-1 Canucks 4-0 Blues 4-1 Coyotes 4-2 Devils Champions de la Coupe Stanley    | Terry Murray John Stevens Darryl Sutter |                |
| 2012-2013         | 48             | 27             | 16             | —              | 1              | 4              | 133            | 118            | 59             | 2e division Pacifique | 4-2 Blues 4-3 Sharks 1-4 Blackhawks                                           | Darryl Sutter                           |                |
| 2013-2014 Détails | 82             | 46             | 28             | —              | 2              | 6              | 206            | 174            | 100            | 3e division Pacifique | 4-3 Sharks 4-3 Ducks 4-3 Blackhawks 4-1 Rangers Champions de la Coupe Stanley | Darryl Sutter                           |                |
| 2014-2015         | 82             | 40             | 27             | —              | 7              | 8              | 220            | 205            | 95             | 4e division Pacifique | Non qualifiés                                                                 | Darryl Sutter                           |                |
| 2015-2016         | 82             | 48             | 28             | —              | 2              | 3              | 225            | 195            | 102            | 2e division Pacifique | 1-4 Sharks                                                                    | Darryl Sutter                           |                |
| 2016-2017         | 82             | 39             | 35             | —              |                |                | 201            | 205            | 86             | 5e division Pacifique | Non qualifiés                                                                 | Darryl Sutter                           |                |
| 2017-2018         | 82             | 45             | 29             | —              |                |                | 239            | 203            | 98             | 4e division Pacifique | 0-4 Golden Knights                                                            | John Stevens                            |                |
| 2018-2019         | 82             | 31             | 42             | —              |                |                | 202            | 263            | 71             | 8e division Pacifique | Non qualifiés                                                                 | Wilbrod Desjardins                      |                |
| 2019-2020         | 70             | 29             | 35             | —              |                |                | 178            | 212            | 64             | 7e division Pacifique | Non qualifiés                                                                 | Todd McLellan                           |                |
| 2020-2021 Détails | 56             | 21             | 28             | —              |                |                | 143            | 170            | 49             | 6e division Ouest     | Non qualifiés                                                                 | Todd McLellan                           |                |